# Entetraommatus imbecillus
Entetraommatus imbecillus là một loài bọ cánh cứng trong họ Cerambycidae.